# Târnăveni
Târnăveni, mai demult Târnava-Sân-Martin, până în 3 mai 1941 Diciosânmartin, (în maghiară Dicsőszentmárton, Szentmárton, Dicső, în germană Sankt Martin, Sankt-Martin, Martinskirch, Marteskirch, Märteskirch, în dialectul săsesc Mierteskirch) este un municipiu în județul Mureș, Transilvania, România, format din localitățile componente Botorca, Cuștelnic și Târnăveni (reședința), și din satul Bobohalma. Se află pe râul Târnava Mică.

## Istoric

### Preistorie
Primele dovezi ale unei existențe umane datează din perioada neolitică. Înființat în anul 1962, muzeul municipal găzduiește numeroase exponate ce atestă o existență sedentară și ulterior în epoca bronzului și a fierului și prezintă vizitatorilor o bogată colecție de fosile și vestigii arheologice, precum și materiale etnografice de pe Valea Târnavelor.

### Epoca romană
În perioada antică, în zona orașului Târnăveni de astăzi se găsea un castru roman de auxiliari.

### Evul Mediu
Din perioada evului mediu mijlociu datată scriptic în a doua jumătate a secolul al XIII-lea, mai exact 1278, localitatea a purtat numele de Sent Marton (Sfântul Martin), sau în limbajul latinizat al cancelarilor vremii, „terra Tycheum Sent Marton”. Mai apoi, în anul 1278, și mai târziu, în 1438, denumirea a fost schimbată în Dycheu Zenthmarton. În 1502 localitatea era menționată ca oppidum (târg), de-a lungul timpului având și diferite funcții administrative.

### Epoca modernă
În epoca modernă apare în grafia maghiară cu numele de „Dycso-Sent-Marton” în 1854. În limbajul poporului, localitatea era cunoscută sub numele de Sânmartin, Sânmărtin sau Diciosânmărtin, pentru a-l deosebi de Coroisânmărtin.
În aprilie 1912 Târnăveniul este ridicat la rangul de oraș. În anul 1913, orașul a fost iluminat cu gaz.
După primul război mondial, Transilvania devine parte a României, iar orașul a devenit parte a acestei țări.
Târnăveniul a fost reședința județului Târnava Mică, denumit județ în timpul Regatului României și comitat în perioada austro-ungară.
În septembrie-octombrie 1944, Regimentul 82 Infanterie a luptat, pe valea Târnavei Mici și pe dealurile din preajma orașului, împotriva forțelor germane și maghiare. După cel de-al doilea război mondial, regimul comunist instaurat cu ajutorul sovietic va însemna și pentru Târnăveni o reorganizare administrativă și o viață social-economică etatizată și egalitară.
Revoluția din decembrie 1989 s-a manifestat pașnic în localitate.

## Date geografice
Municipiul Târnăveni este situat pe râul Târnava Mică, pe la poalele dealului cu același nume, în Podișul Transilvaniei, în centrul Transilvaniei și puțin la nord de centrul geografic al României. Este încadrat între paralela 46 °19' latitudine nordică și meridianul 24°18' longitudine estică, în zona de podiș a Târnavelor, pe ambele maluri ale râului Târnava Mică, partea veche situându-se îndeosebi pe malul drept. Relieful a determinat extinderea orașului în jurul a două străzi paralele cu direcția râului, intersectate de șase străduțe, situate în partea de nord a Târnavei.
Localitatea este atestată documentar din anul 1278, deși s-au găsit urme de locuire umană încă din neolitic. Prosperitatea localității a făcut ca partea de est să cuprindă satul Cuștelnic, asimilat orașului spre sfârșitul anului 2000, prin referendum local.
În partea de vest și sud, peste râul Târnava Mică, se află zona Boziaș, comuna Adămuș și Botorca, ultimele două fiind incluse administrativ orașului Târnăveni în anul 1950. Datorită cultivării pe o arie însemnată a viței-de-vie, încă din Evul mediu, zona a fost desemnată ca o adevărată "Țară a vinului" (Weinland). Prin construirea spitalului și a gării în anul 1897 a fost modificat proiectul de sistematizare al localității, mutându-se bariera localității de la podul Târnavei pe linia căii ferate.
Municipiul Târnăveni este punct nodal a două șosele, care-l străbat pe directia Est-Vest și Sud-Nord, și care fac legătura cu orașele din prejur: Sovata (la cca. 70 km), Blaj (la 40 km), Mediaș (la 24 km), Sibiu (la 78 km), Cluj-Napoca (la 102 km), Iernut (la 18 km) și colateral Târgu Mureș (la 38 km). De la Est la Vest localitatea este străbătută de Calea ferată Blaj–Praid, precum și de drumurile DN 14A Iernut-Mediaș, DJ 107 Târnăveni-Blaj, DJ Târnăveni-Căpâlna de Sus-Ungheni și de DJ 142 Târnăveni-Bălăușeri.
Localitățile învecinate municipiului și în același timp care aparțin administrativ Târnăveniului sunt: 
- Gănești și Cuștelnic la Est ultima localitate fiind cartier al Târnăveniului
- Dâmbău la Vest sat aparținând comunei Adămuș
- Cucerdea și Bobohalma a doua localitate fiind sat aparținând de Târnăveni la Nord
- Botorca la Sud fiind în același timp cartier al municipiului

## Industrie
Prin descoperirea în 1912, în apropiere, a gazului metan s-a dezvoltat și industria, predominând cea chimică, anorganică și industria materialelor de construcții. Astfel în 1916 se construiește o uzină de materiale explozibile și gaze de luptă numita Nitrogen, punându-se astfel bazele viitoarei platforme chimice, unde în trecut fabricarea carbidului a deținut o pondere importantă.
A urmat apoi fabrica de sticlă Ardeleana (1918) și fabrica de cărămidă (1918), între cele două războaie mondiale mai funcționând o uzină metalurgică, o fabrică de mașini de uz casnic, utilaje agricole și o fabrică de spirt, economia orașului diversificându-se și după a II-a conflagrație mondială.
În prezent, în localitate sunt sute de societăți comerciale ce desfășoară, mai mult sau mai puțin profitabil, atât activități de producție (intern și export) cât și de prestări servicii către populație.

## Populație
Componența etnică a municipiului Târnăveni
     Români (65,02%)
     Romi (11,82%)
     Maghiari (11,61%)
     Alte etnii (0,25%)
     Necunoscută (11,29%)
Componența confesională a municipiului Târnăveni
     Ortodocși (69,15%)
     Reformați (6,76%)
     Penticostali (2,4%)
     Unitarieni (2,39%)
     Greco-catolici (2,33%)
     Romano-catolici (1,96%)
     Alte religii (2,97%)
     Necunoscută (12,05%)
Conform recensământului efectuat în 2021, populația municipiului Târnăveni se ridică la 20.604 locuitori, în scădere față de recensământul anterior din 2011, când fuseseră înregistrați 22.075 de locuitori. Majoritatea locuitorilor sunt români (65,02%), cu minorități de romi (11,82%) și maghiari (11,61%), iar pentru 11,29% nu se cunoaște apartenența etnică. Din punct de vedere confesional, majoritatea locuitorilor sunt ortodocși (69,15%), cu minorități de reformați (6,76%), penticostali (2,4%), unitarieni (2,39%), greco-catolici (2,33%) și romano-catolici (1,96%), iar pentru 12,05% nu se cunoaște apartenența confesională.
Târnăveni - evoluția demografică

Date: Recensăminte sau birourile de statistică - grafică realizată de Wikipedia

## Politică și administrație
Municipiul Târnăveni este administrat de un primar și un consiliu local compus din 19 consilieri. Primarul, Nicolae Sorin Megheșan[*], de la Partidul Național Liberal, este în funcție din 2012. Începând cu alegerile locale din 2024, consiliul local are următoarea componență pe partide politice:
|  | Partid                                 | Consilieri | Componența Consiliului | Componența Consiliului | Componența Consiliului | Componența Consiliului | Componența Consiliului | Componența Consiliului | Componența Consiliului |
|  | -------------------------------------- | ---------- | ---------------------- | ---------------------- | ---------------------- | ---------------------- | ---------------------- | ---------------------- | ---------------------- |
|  | Partidul Național Liberal              | 7          |                        |                        |                        |                        |                        |                        |                        |
|  | Partidul Social Democrat               | 5          |                        |                        |                        |                        |                        |                        |                        |
|  | Alianța pentru Unirea Românilor        | 4          |                        |                        |                        |                        |                        |                        |                        |
|  | Uniunea Democrată Maghiară din România | 2          |                        |                        |                        |                        |                        |                        |                        |
|  | Chețan Vasile                          | 1          |                        |                        |                        |                        |                        |                        |                        |

### Populația orașului
Evoluția demografică a localității din anul 1850 până în prezent (orașul Târnăveni fără satele aferente: Botorca, Bobohalma, Boziaș – ultimul, acum cartier al orașului din 1966):
- 1850 – 1.207 locuitori din care 412 români, 656 maghiari, 2 germani, 3 evrei și 123 rromi/ țigani
- 1880 – 1.958 locuitori din care 528 români, 1.226 maghiari, 30 germani și 174 rromi
- 1890 – 2.421 locuitori din care 581 români, 1.542 maghiari, 75 germani, 221 rromi și 1 slovac
- 1900 – 3.360 locuitori din care 730 români, 2.520 maghiari, 83 germani, 23 rromi, 1 sârb și 4 slovaci
- 1910 – 4.417 locuitori din care 957 români, 3.210 maghiari, 118 germani, 125 rromi și 7 slovaci
- 1920 – 4.709 locuitori din care 1.220 români, 2.871 maghiari, 56 germani, 490 evrei și 72 rromi
- 1930 – 6.567 locuitori din care 1.805 români, 3.522 maghiari, 181 germani, 530 evrei, 455 rromi, 4 ucraineni, 4 sârbi, 26 slovaci și 40 alte naționalități
- 1941 – 8.049 locuitori din care 4.783 români, 2.151 maghiari, 223 germani, 892 alte naționalități
- 1956 – 14.883 locuitori din care 9.987 români, 4.045 maghiari, 390 germani, 101 evrei, 339 rromi și 4 sârbi
- 1966 – 17.136 locuitori din care 11.937 români, 4.345 maghiari, 383 germani, 97 evrei, 332 rromi, 1 ucrainean, 2 sârbi și 4 ceho-slovaci
- 1977 – 26.073 locuitori Târnăveni și cartierul Boziaș, din care 16.507 români, 5.417 maghiari, 454 germani, 43 evrei, 1.232 rromi, 9 ucraineni, 1 sârb, 3 ceho-slovaci
- 1992 – 28.634 locuitori din care 20.054 români, 5.966 maghiari, 214 germani, 15 evrei, 2.368 rromi, 6 ucraineni și un ceh sau slovac

### Populația orașului cu sate componente
Populația orașului Târnăveni împreună cu satele componente începând cu 1880:
- 1880 – 3.719 locuitori din care 2.149 români, 1.282 maghiari, 31 germani, 257 alte naționalități
- 1890 – 4.215 locuitori din care 2.241 români, 1.616 maghiari, 75 germani, 283 alte naționalități
- 1900 – 5.304 locuitori din care 2.513 români, 2.666 maghiari, 83 germani, 42 alte naționalități
- 1910 – 6.439 locuitori din care 2.862 români, 3.320 maghiari, 120 germani, 137 alte naționalități
- 1920 – 6.591 locuitori din care 3.000 români, 2.967 maghiari, 57 germani, 495 evrei și 567 alte naționalități
- 1930 – 9.027 locuitori din care 3.741 români, 3.760 maghiari, 223 germani, 549 evrei, 603 rromi, 4 ucraineni, 4 sârbi, 90 slovaci și 53 alte naționalități
- 1941 – 10.764 locuitori din care 7.074 români, 2.368 maghiari, 243 germani, 1079 alte naționalități
- 1948 – 7.585 locuitori din care 4.325 români, 2.380 maghiari, 143 germani, 278 evrei și 737 alte naționalități
- 1956 – 16.760 locuitori inclusiv satul Botorca din care 11.531 români, 3925 maghiari, 430 germani, 342 evrei, 484 rromi, 1 ucrainean, 5 sârbi, 2 ceho-slovaci și 40 alte naționalități
- 1966 – 22.302 din care 16.308 români, 4.931 maghiari, 454 germani, 104 evrei, 460 rromi, 1 ucrainean, 2 sârbi, 4 ceho-slovaci
- 1977 – 26.073 locuitori din care 18.770 români, 5.531 maghiari, 456 germani, 1316 alte naționalități din care 43 evrei, 1232 rromi, 9 ucraineni, 1 sârb, 3 ceho-slovaci și alții
- 1992 – 30.520 locuitori din care 21.833 români, 6.068 maghiari, 216 germani, 15 evrei, 2.369 rromi, 7 ucraineni, 1 ceh sau slovac și 11 de alte naționalități

Conform recensământului din anul 2002, orașul avea o populație de 26.537 de locuitori structurați pe etnii și religie astfel: 
- 19.231 români, 4.721 maghiari, 2.568 rromi, 6 ucraineni, 105 germani, 5 ruși-lipoveni, 1 turc, 1 sârb, 2 slavi, 4 evrei, 1 polonez, 4 italieni, 5 alte naționalități
- 19.921 ortodocși, 853 romano-catolici, 1.135 greco-catolici, 2.552 reformați, 257 penticostali, 214 baptiști, 99 adventiști, 4 musulmani, 941 unitarieni, 256 evengheliști, 38 evanghelici-lutherani, 16 luterani, 3 mozaici, 285 alte religii, 44 liberi cugetători, 17 atei, 17 nu au răspuns.

Conform recensământului din anul 2022 orașul are o populație de 20.604 locuitori în declin față de Recensământul din 2012 când erau 22.075 locuitori. După localitățile componente populația locuitorilor municipiului Târnăveni este împărțită astfel:  
Târnăveni - 18.945 locuitori, Botorca 282 locuitori, Cuștelnic - 506 locuitori, Bobohalma - 871 locuitori.  

## Personalități
- Vasile Moldovan (1824-1895), prefect de legiune în timpul Revoluției română de la 1848
- Romulus Boilă (1881-1946), profesor de drept constituțional, senator țărănist
- Domokos Sipos (1892-1927), poet, scriitor;
- Ernő Marton (1896 - 1960), rabin, politician din Israel;
- Mareș Cahana (1921 - 1985), medic endocrinolog, între anii 1930 și 1940 a activat ca medic-șef la spitalul neuropsihiatric din Diciosânmartin;
- Olga Bede (1908 - 1985), scriitoare;
- György Ligeti (1923-2006), compozitor
- Károly Király (1930 - 2021), politician comunist căzut în dizgrație la sfârșitul anilor 1970, vicepreședinte în Consiliul Provizoriu de Uniune Națională, senator UDMR;
- Lya Benjamin (1931 - 2023), istoric;
- Gheorghe Riffelt (1936-1991), canotor;
- Eugen S. Cucerzan (n. 1940), profesor universitar la Universitatea din Cluj;
- Mihai Racovițan (1943 - 2021), istoric, publicist;
- Ion Rițiu (1950 - 2024), actor
- Ladislau Bölöni (n. 1953), sportiv, selecționer al echipei naționale de fotbal a României, a debutat la Chimica Târnăveni
- Mircea Tuli (n. 1957), halterofil;
- Iuliu Moldovan (n. 1956), artist plastic;
- Ioan Cupșa (n. 1965), politician;
- Virgil Guran (n. 1965), politician;
- Tibor Pálffy (n. 1967), actor;
- Ovidiu Oprea (n. 1976), ciclist;
- Sergiu Muth (n. 1990), fotbalist;
- Rareș Cucui (n. 1993), fotbalist.

## Obiective turistice și monumente

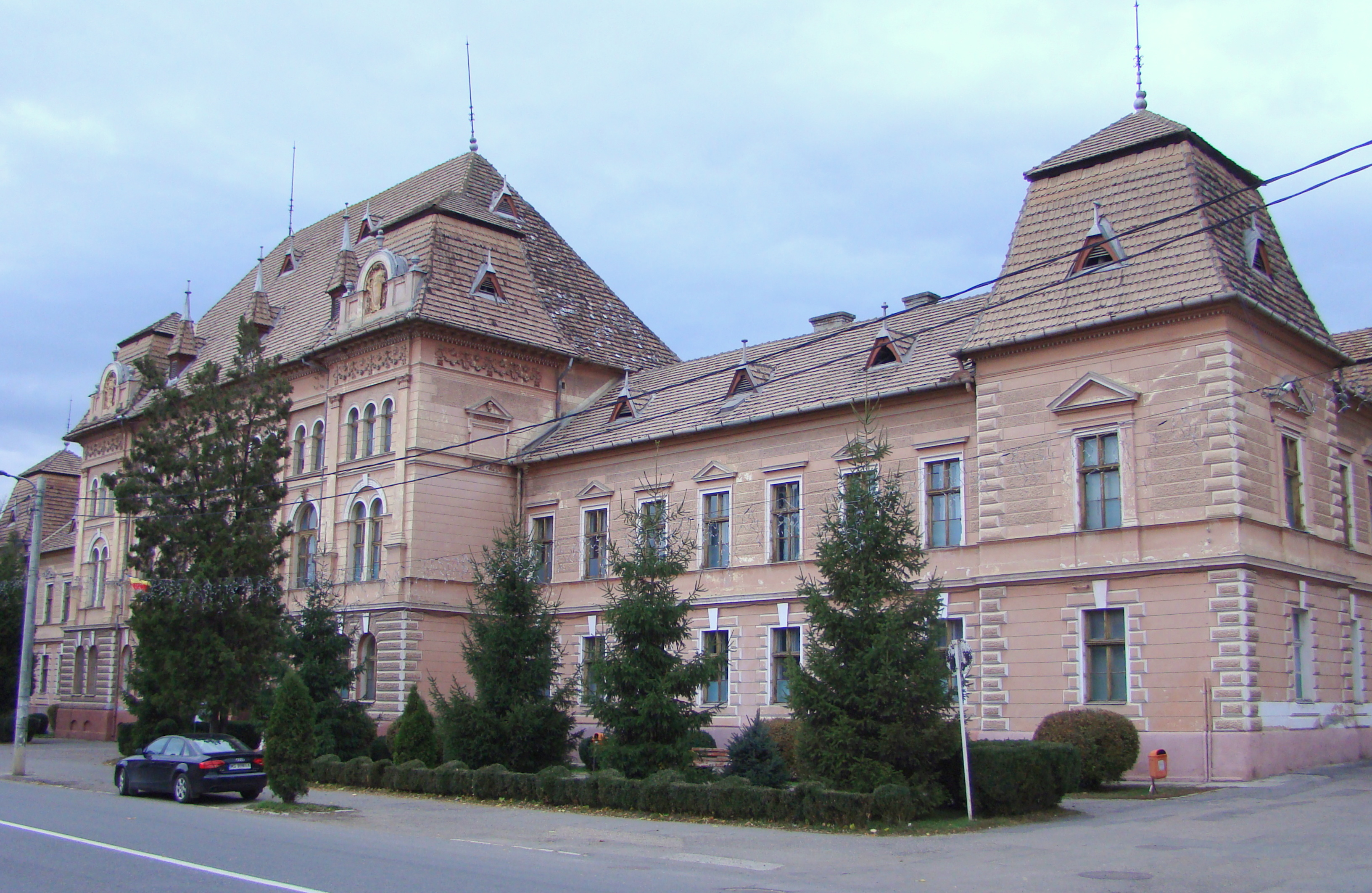
Prefectura județului Târnava Mică, astăzi Liceul Tehnologic din Târnăveni

### Muzeul municipal
Cu numeroase exponate, muzeul municipal prezintă vizitatorilor o bogată colecție arheologică, precum și materiale etnografice de pe Valea Târnavelor.

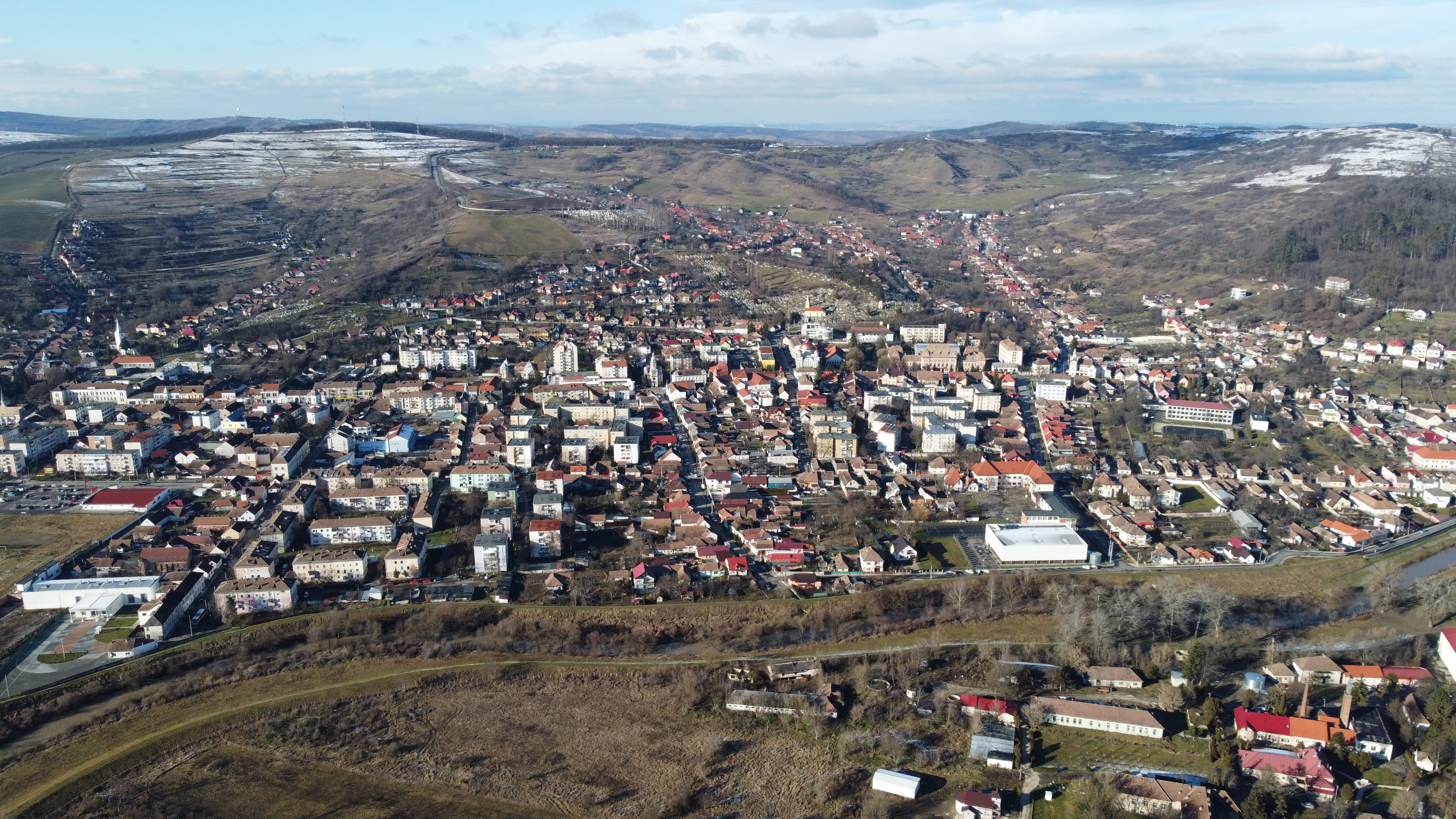
Târnăveni zona centrală

### Fostul sediu al administrației județului Târnava Mică
În perioada interbelică în clădire a funcționat prefectura județului Târnava Mică.

### Biserica unitariană
Biserica unitariană a fost construită în stil gotic în secolul al XIV-lea și este declarată monument istoric.

### Alte edificii publice și atracții turistice

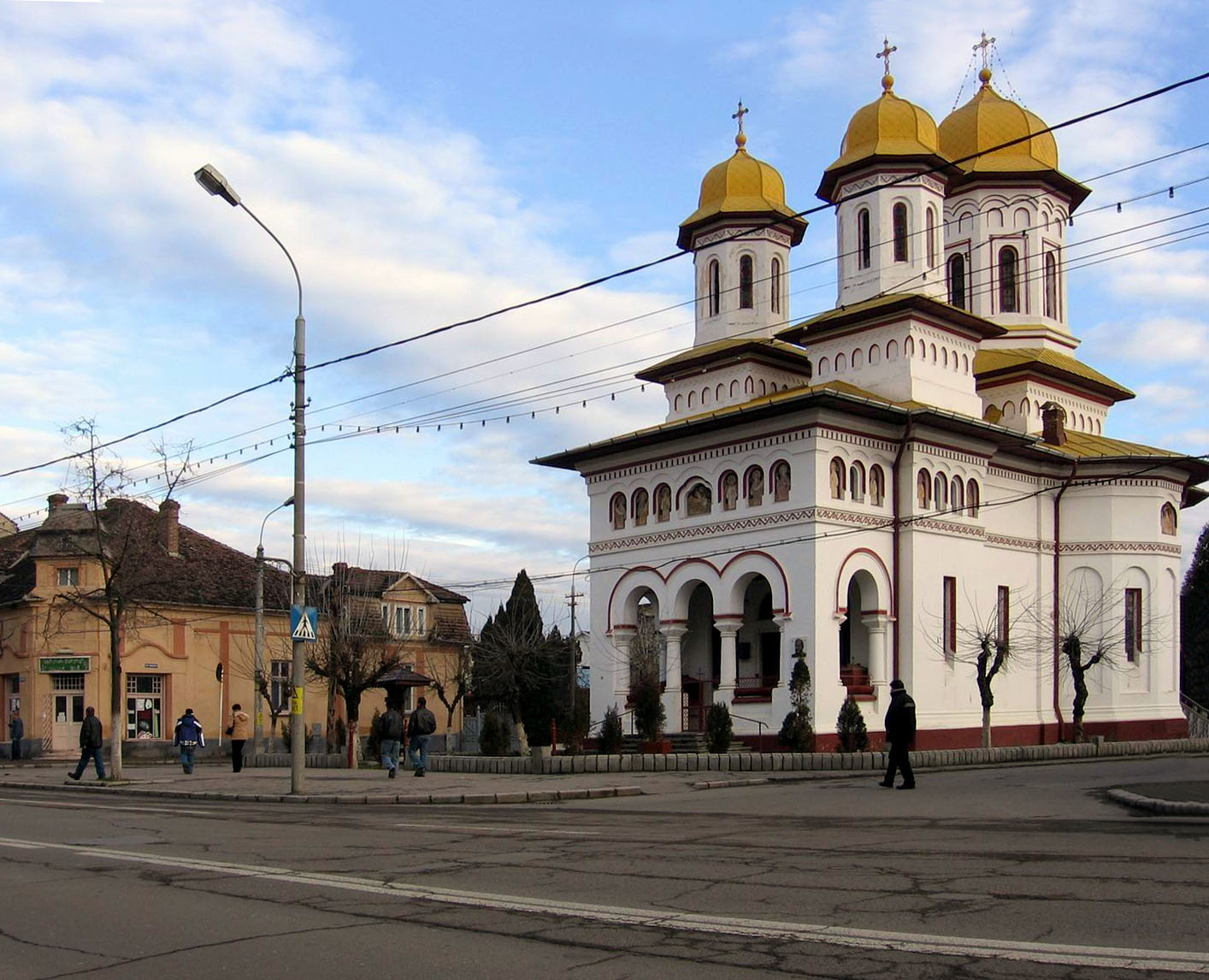
Biserica "Sfântul Gheorghe"

- Copia Statuii Lupoaicei (“Lupa Capitolina”), simbolul latinității poporului român.
- Biserica romano-catolică cu hramul Sf. Martin, patronul orașului, operă a arhitectului Lajos Pákey
- Biserica greco-catolică „din deal”, cu hramul Sfinților Mihail și Gavril, biserică protopopială.
- Biserica protopopială ortodoxă "Sf. Treime", construită între 1939-1940; biserica ortodoxă "Sfântul Gheorghe".
- Biserica ortodoxă din lemn "Sfântul Nicolae" din Cuștelnic.
- Biserica greco-catolică din lemn „Arhanghelul Mihail" din Cuștelnic.
- Biserica ortodoxă din lemn "Sfinții Arhangheli Mihail și Gavril" din Bobohalma.
- La 15 km distanță de Târnăveni spre Blaj în Cetatea de Baltă se găsește un castel medieval, construit între 1570-1580.
- Ar mai fi de vizitat: Pădurea "Corona", care se găsește pe dealul orașului în zona dintre râul Târnava Mică și râul Mureș

## Orașe înfrățite
Târnăveniul este înfrățit cu următoarele două orașe:
- Hajdúszoboszló din Ungaria, din anul 1990
- Ronchin din Franța, din anul 1998

## Imagini

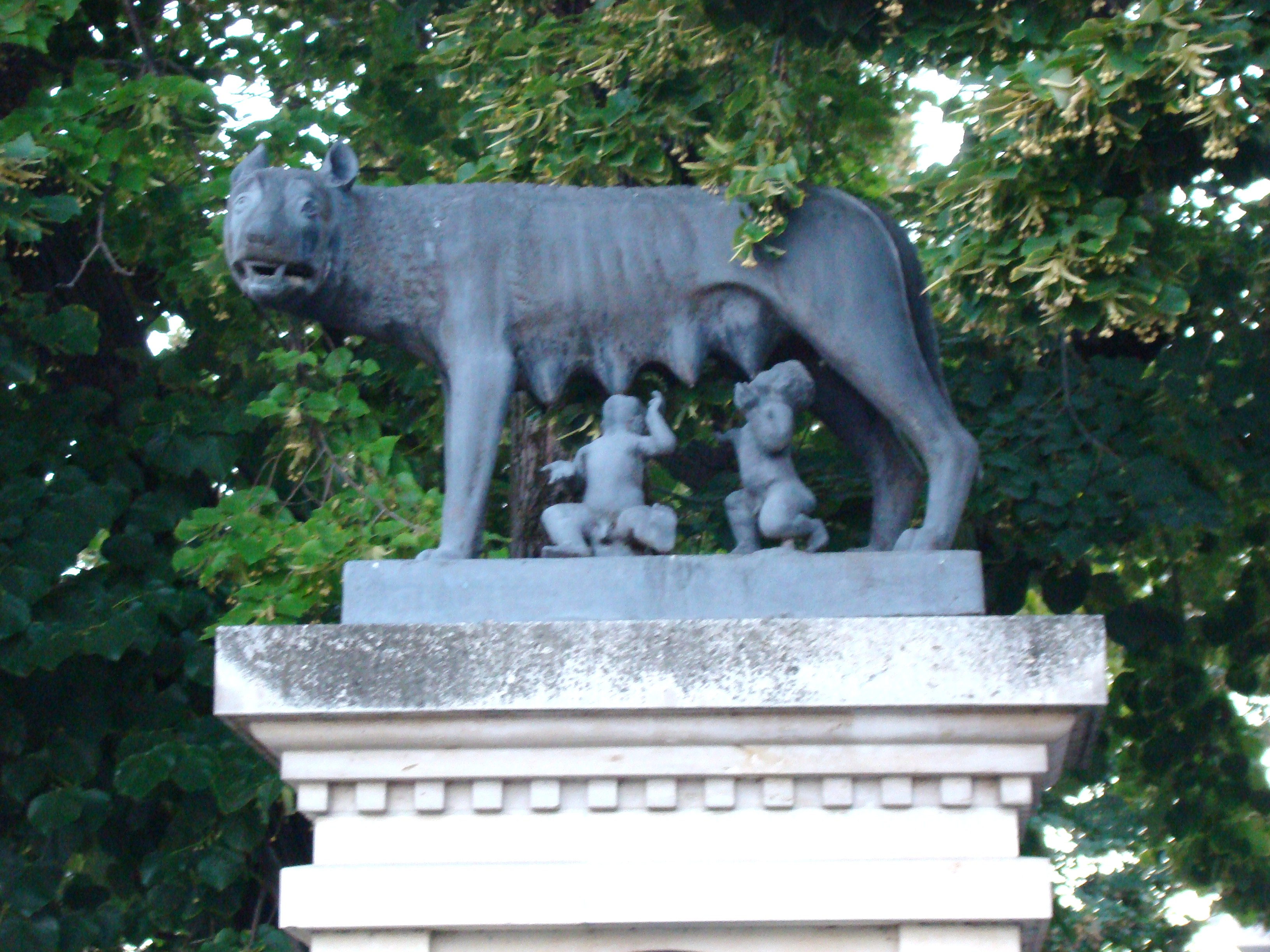
Lupa Capitolina
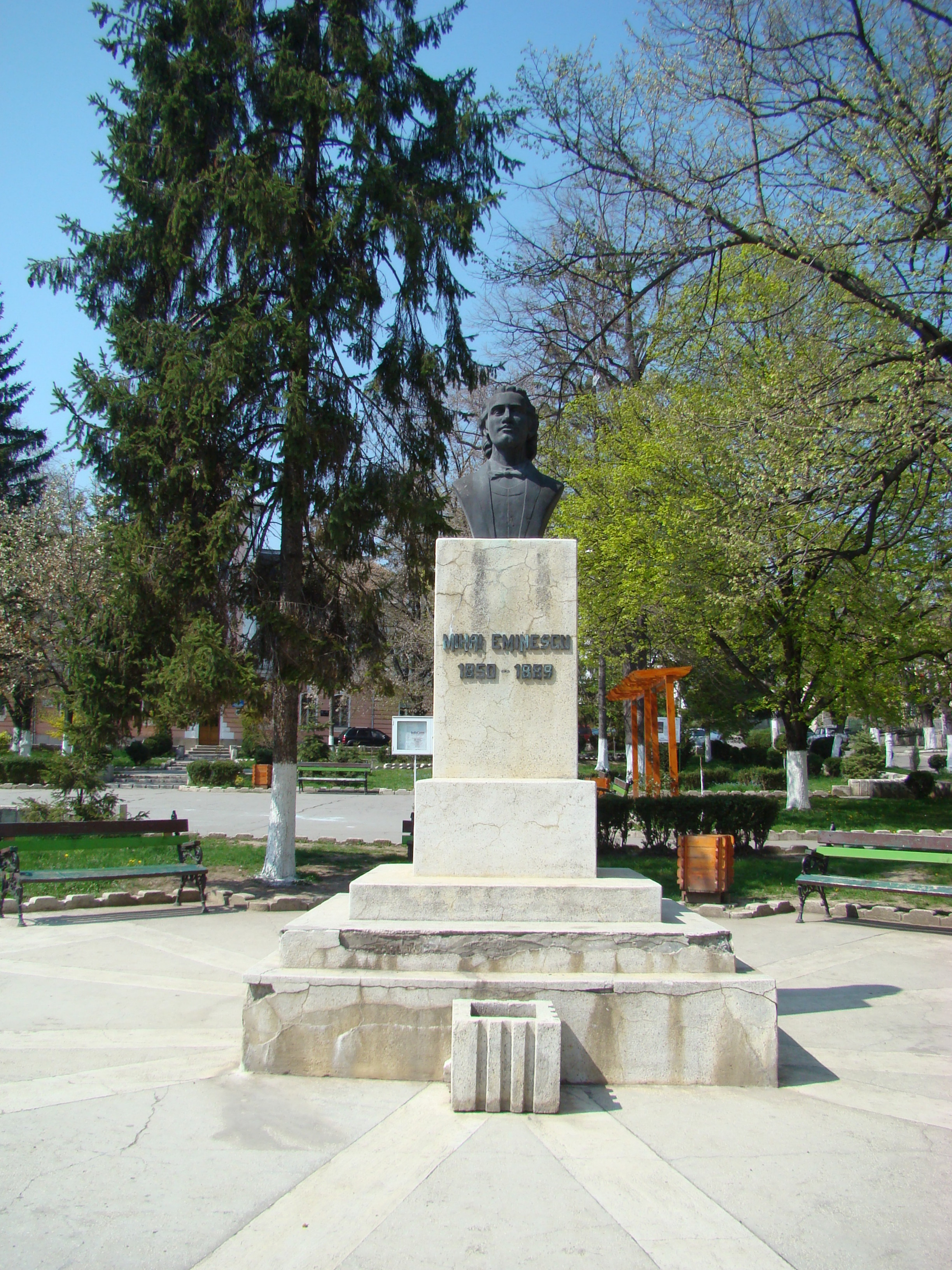
Bustul lui Mihai Eminescu
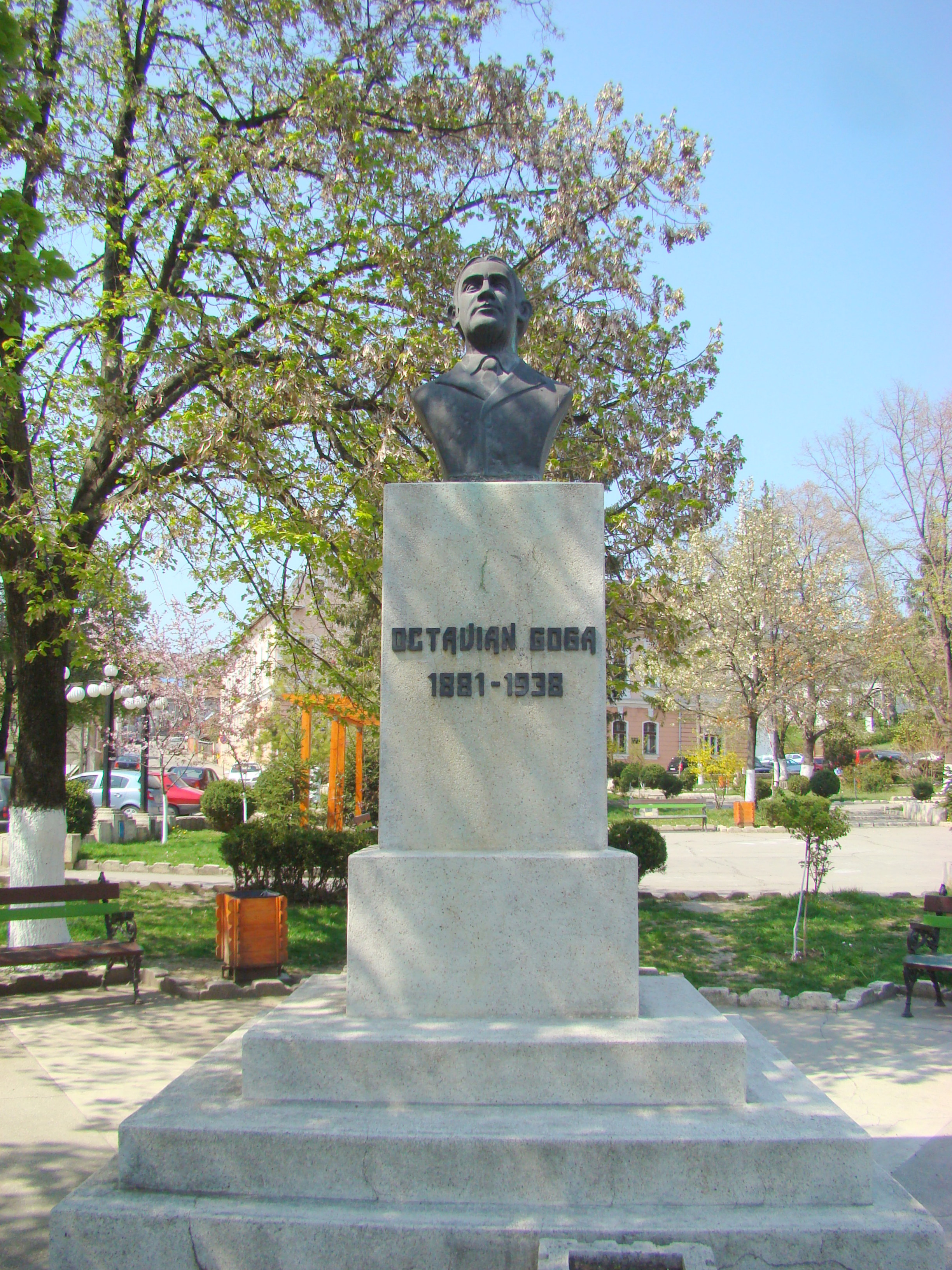
Bustul lui Octavian Goga
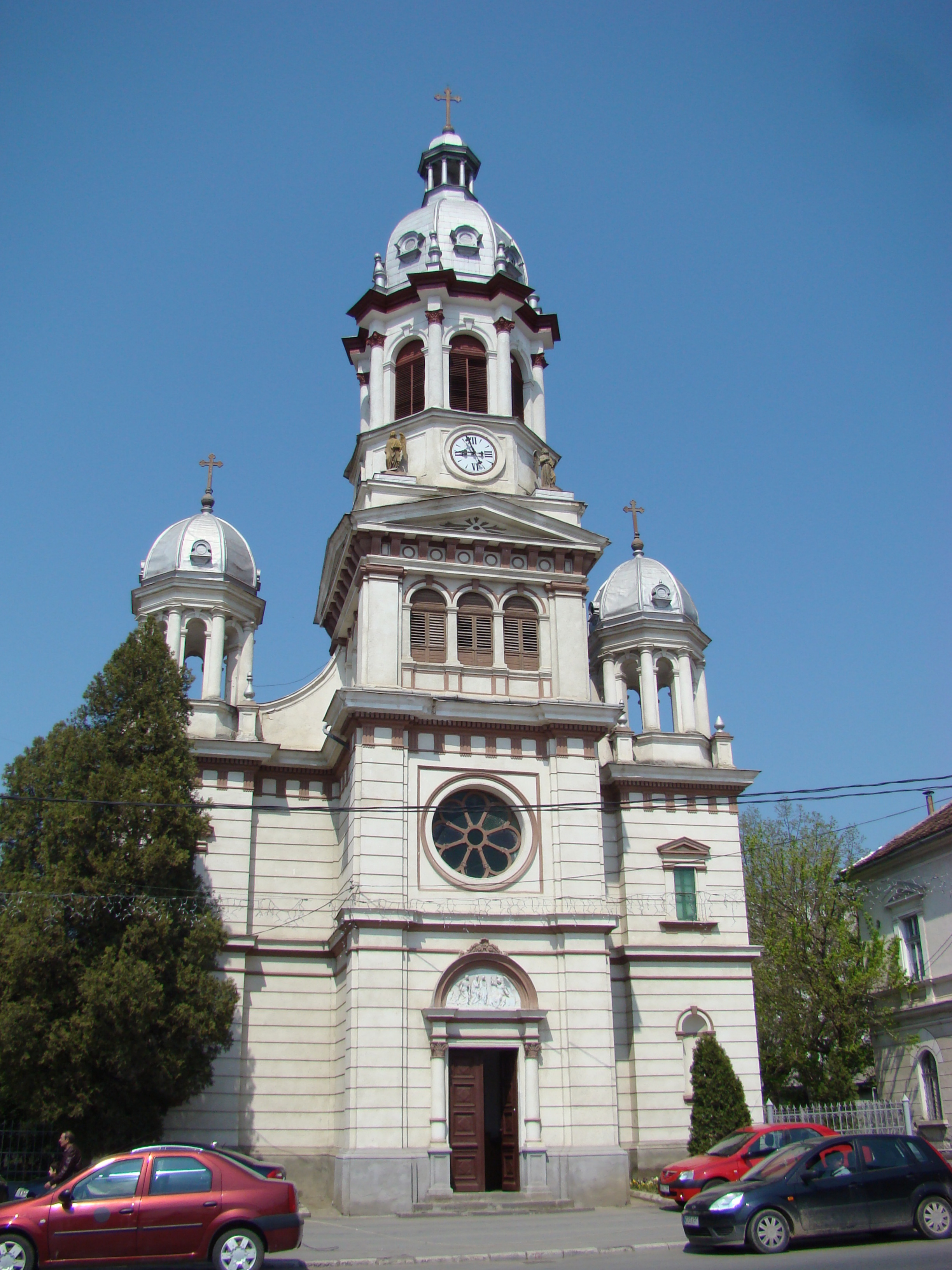
Biserica romano-catolică
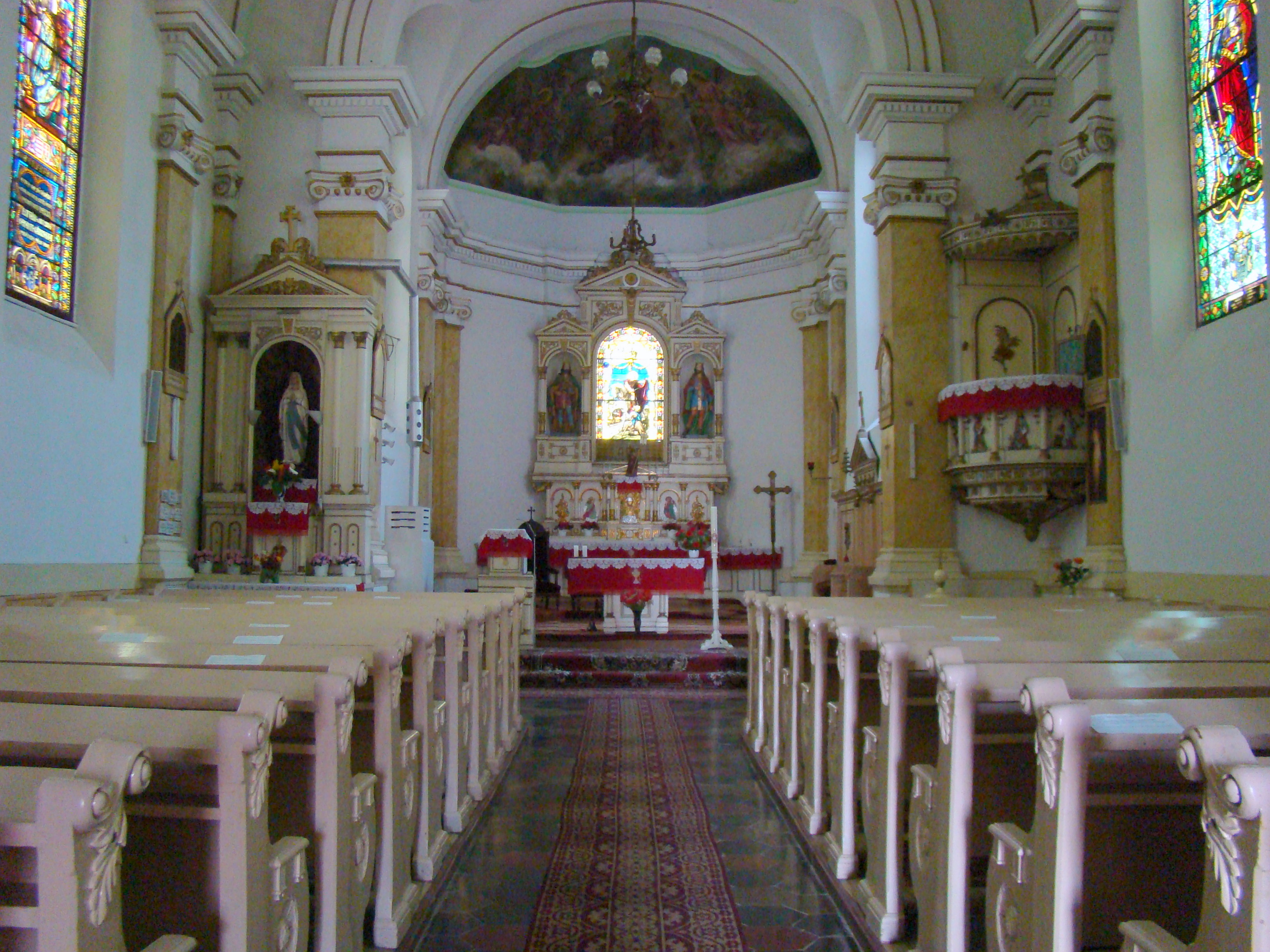
Biserica romano-catolică (nava spre altar)
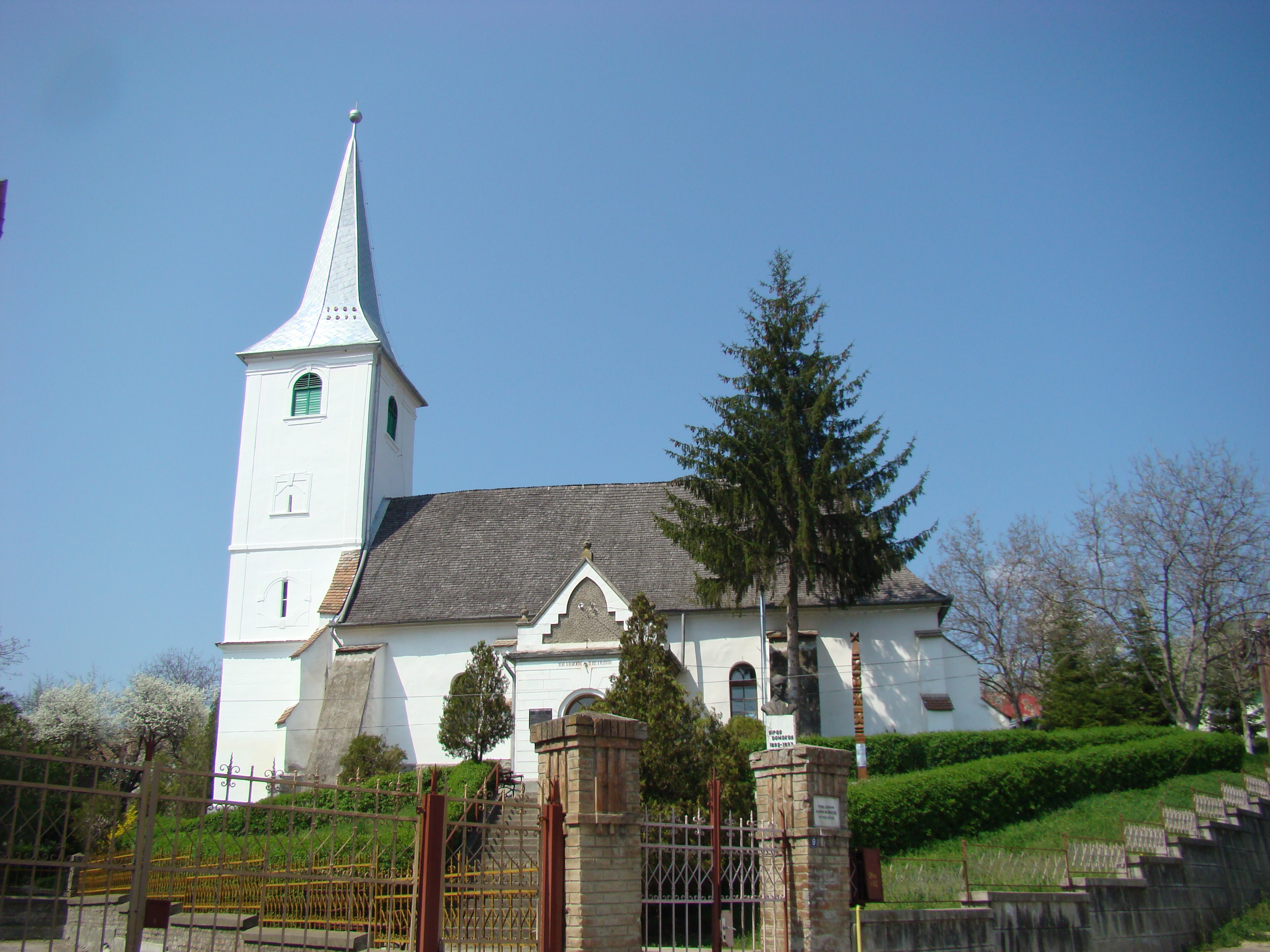
Biserica unitariană (clădire monument istoric)
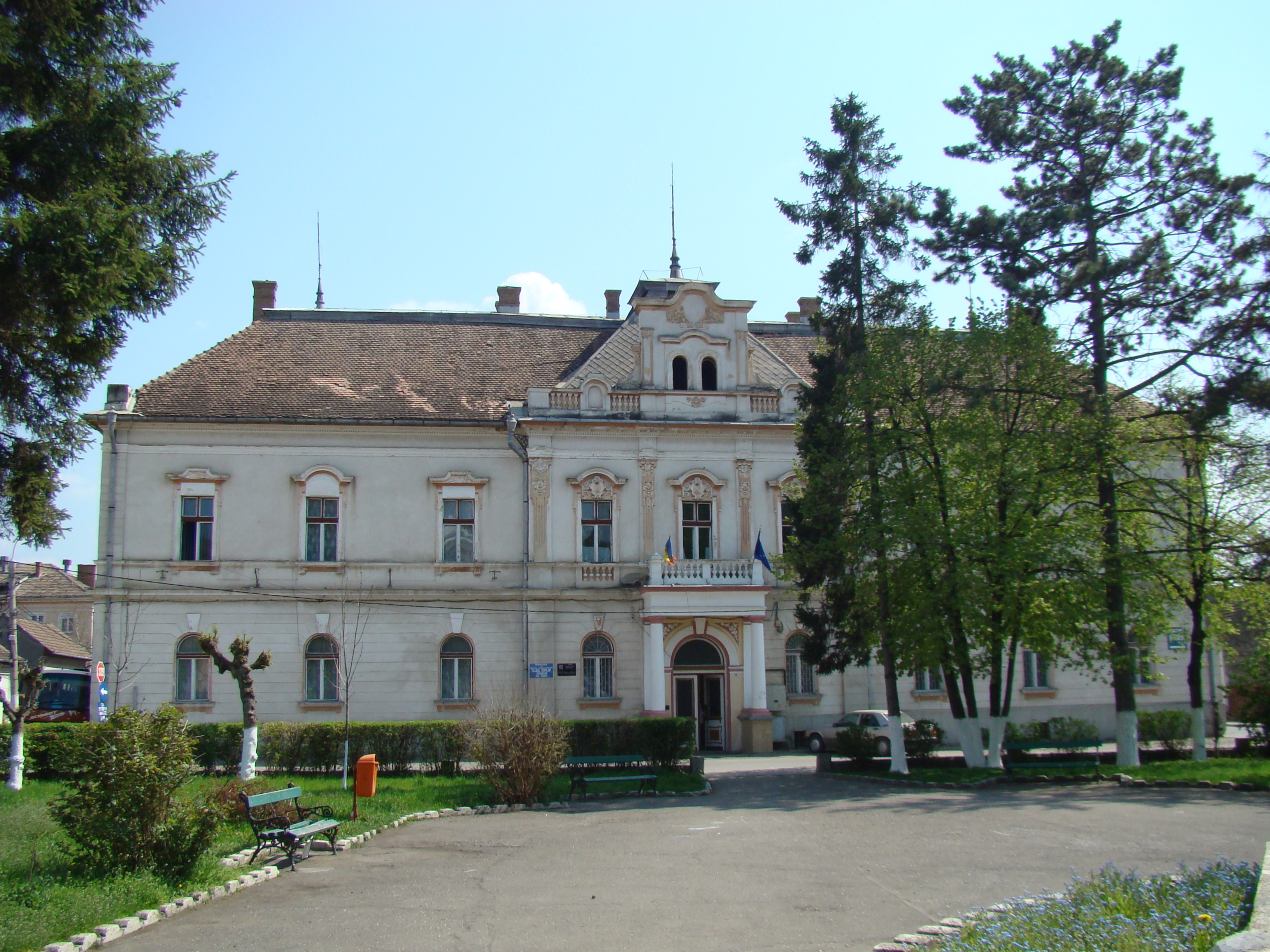
Fostul palat al Administrației fiscale a județului Târnava Mică (clădire monument istoric)
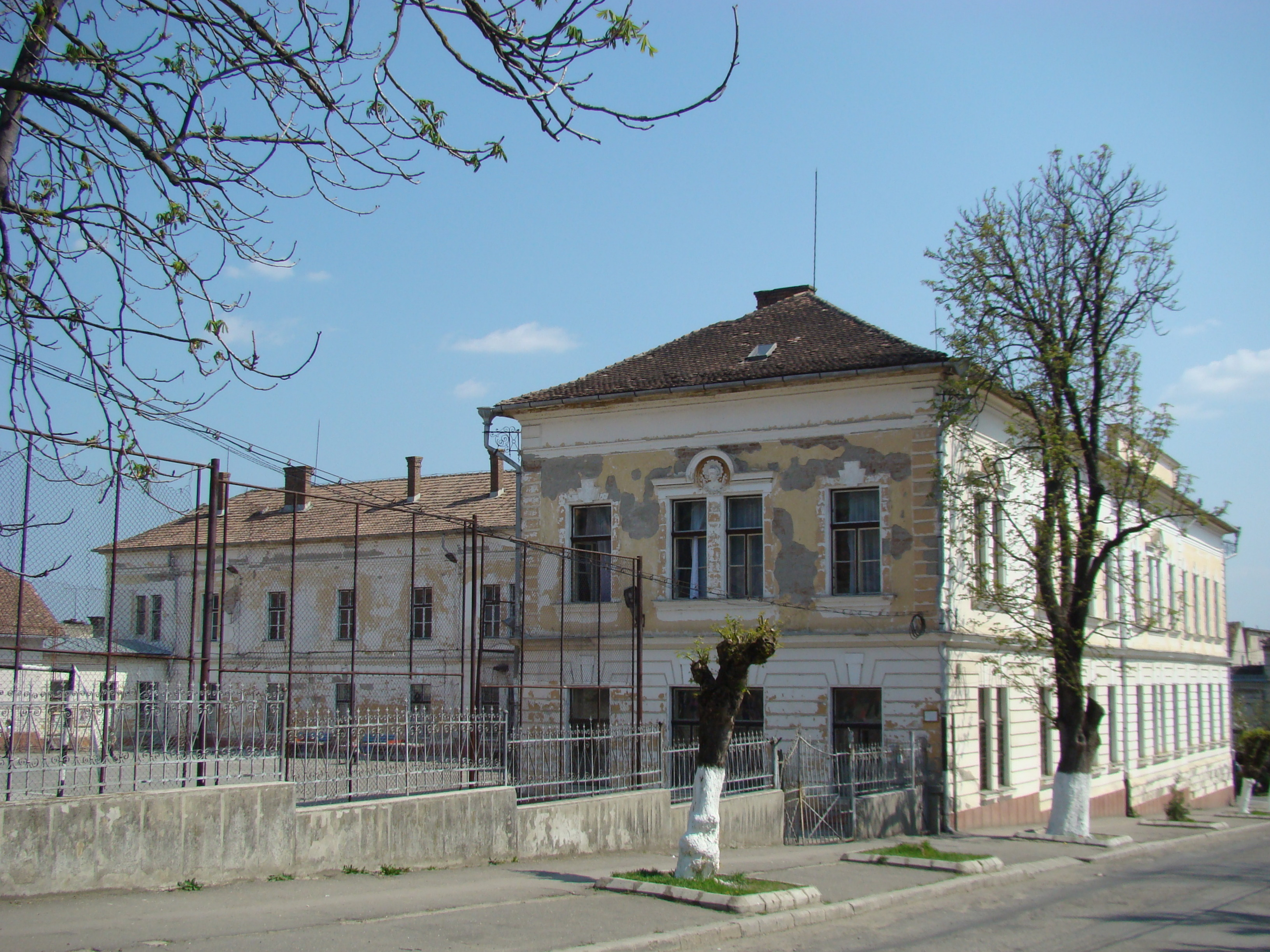
Gimnaziul de stat „Traian” (clădire monument istoric)
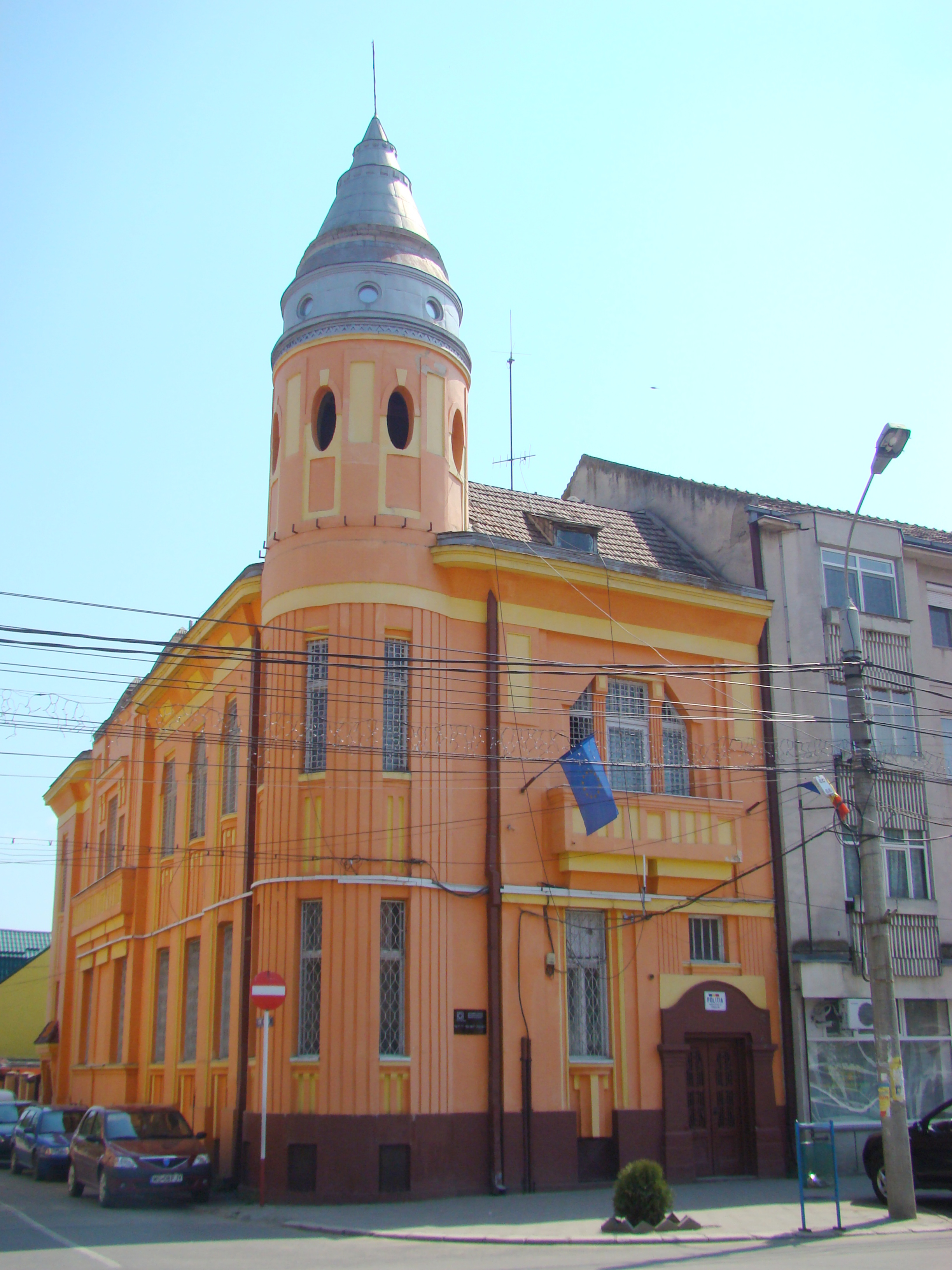
Poliția orașului Târnăveni (clădire monument istoric)
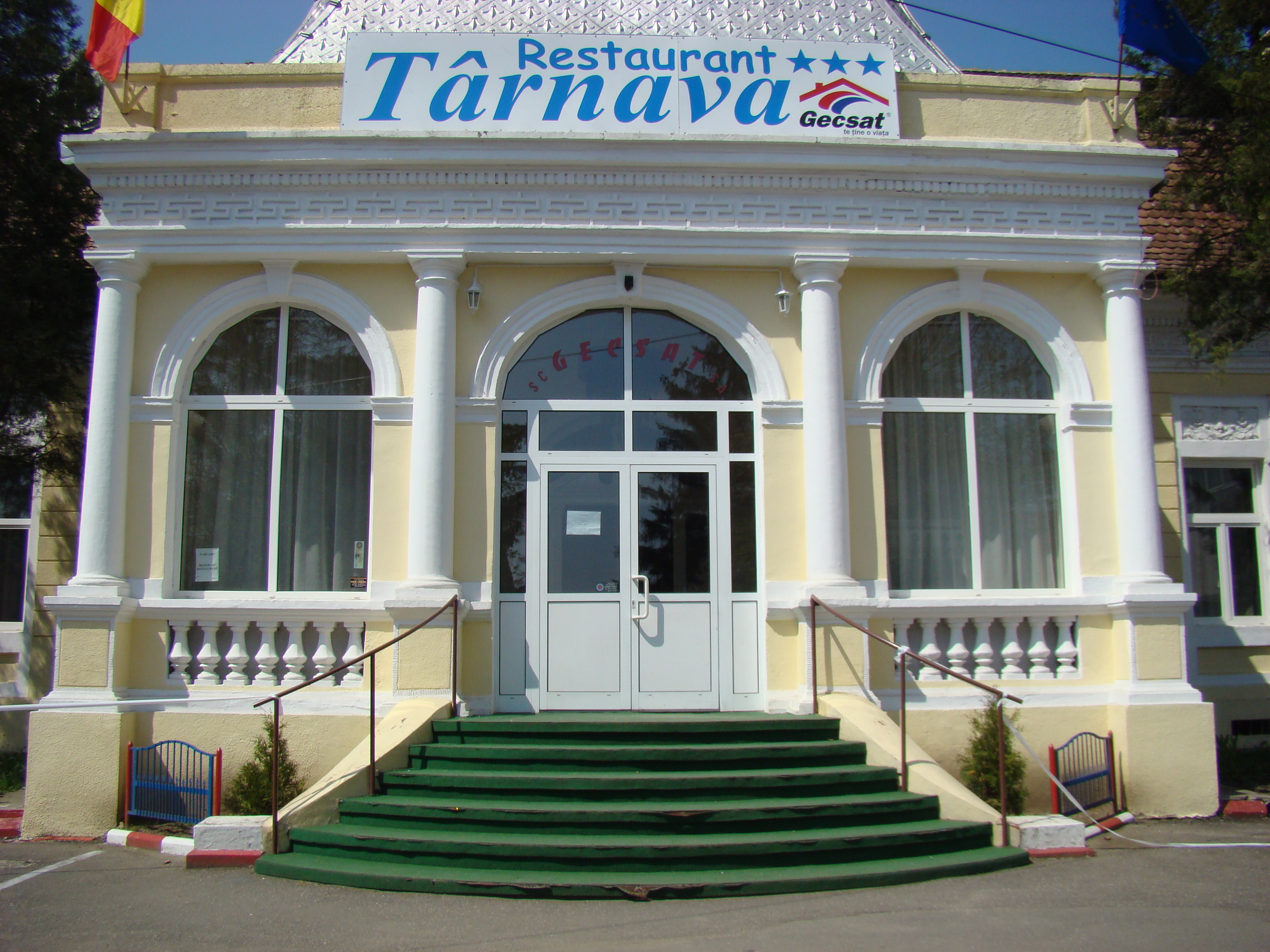
Fostul cazinou, în prezent „Restaurant Târnava” (clădire monument istoric)
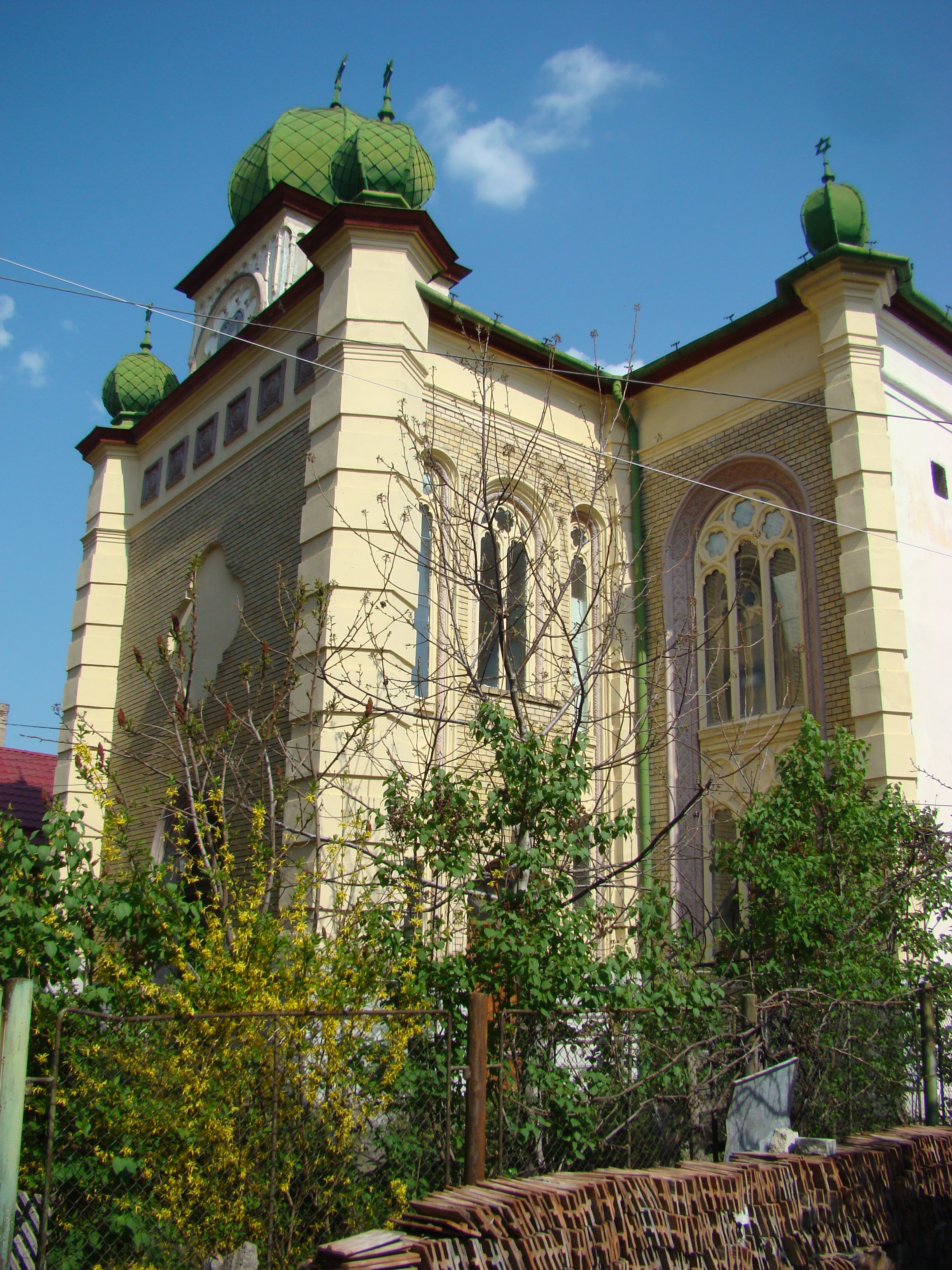
Sinagoga din Târnăveni
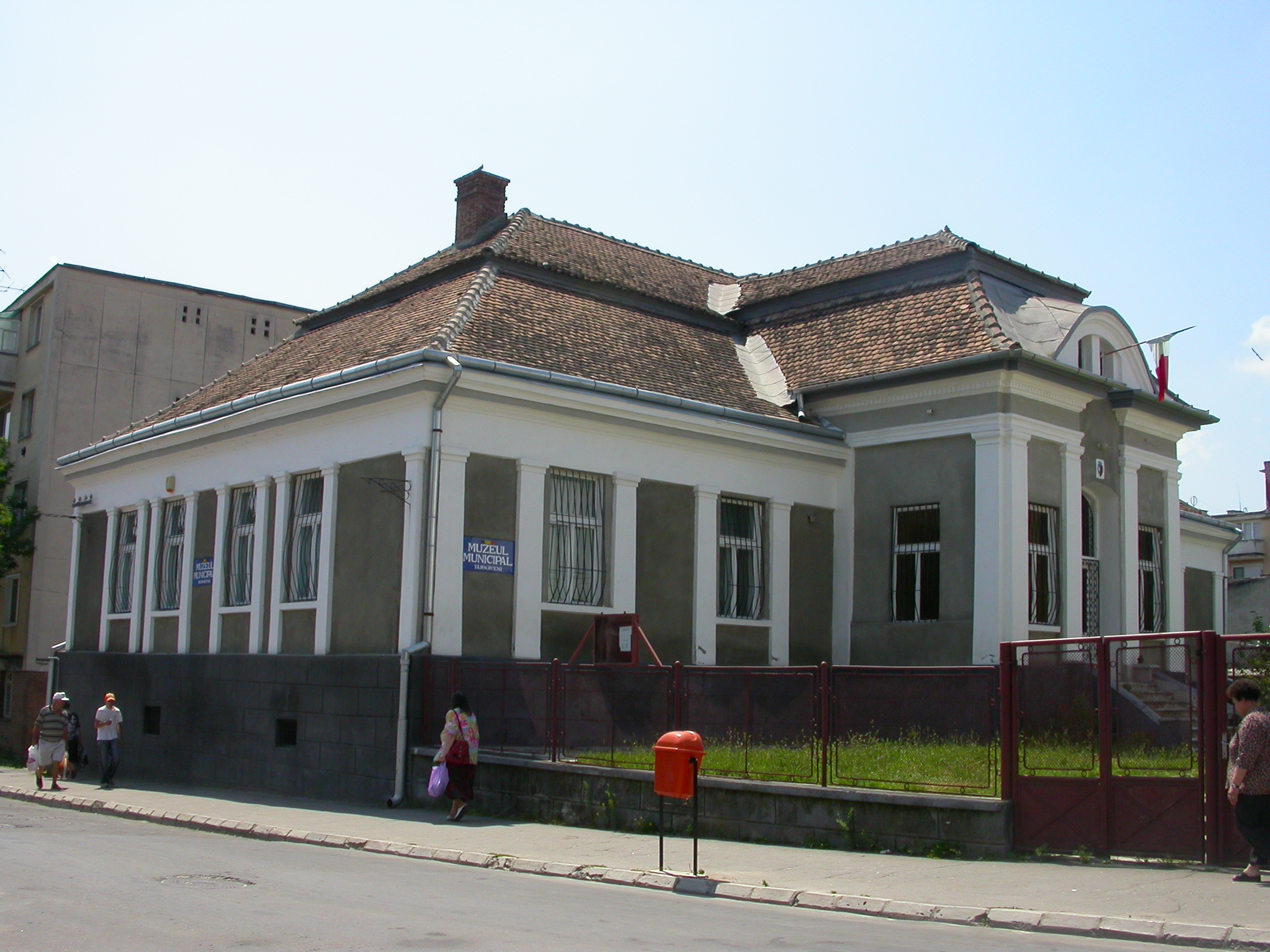
Muzeul orășenesc Târnăveni (clădire monument istoric)
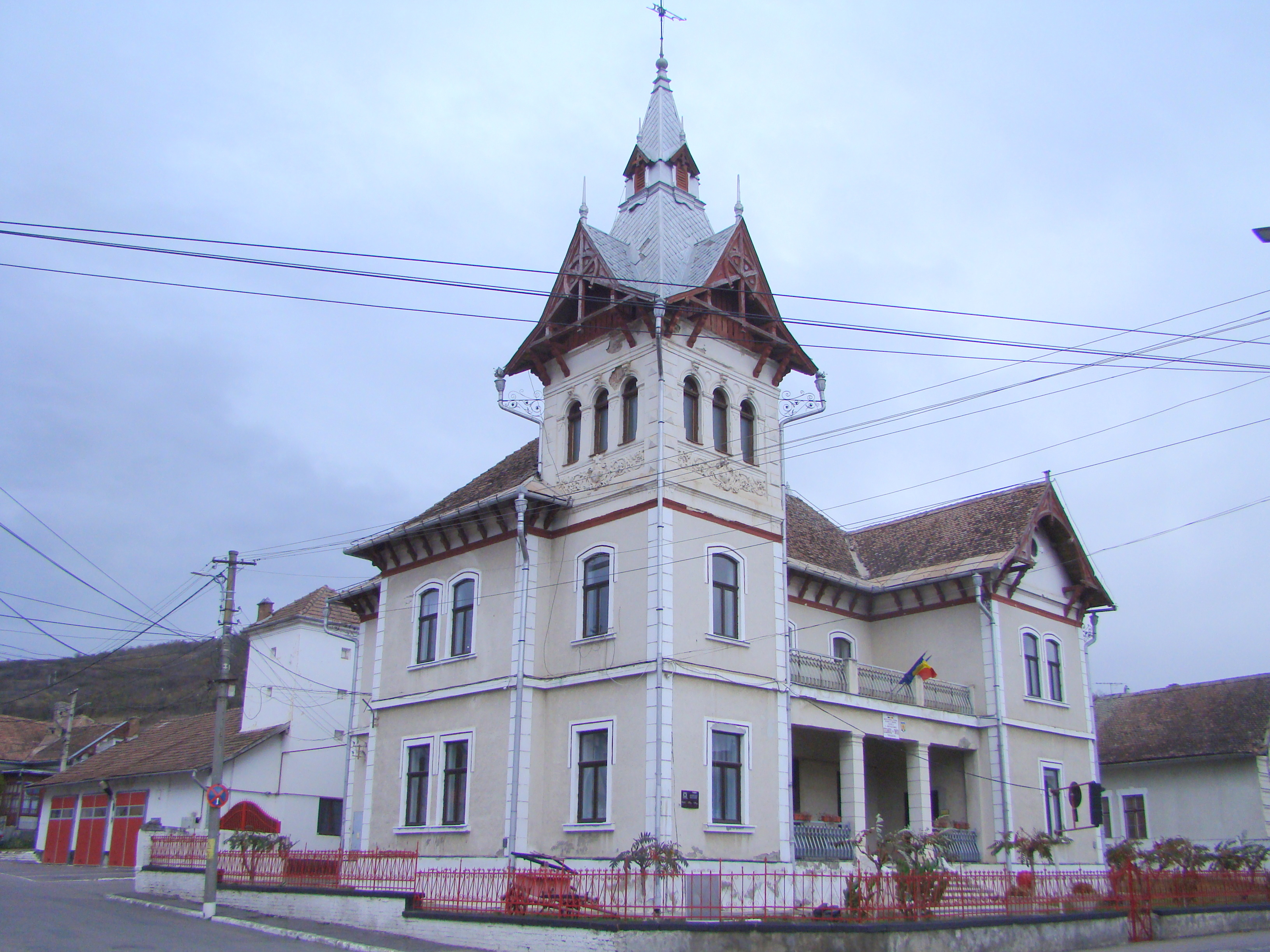
Casă, str. Republicii, nr. 24 (clădire monument istoric)
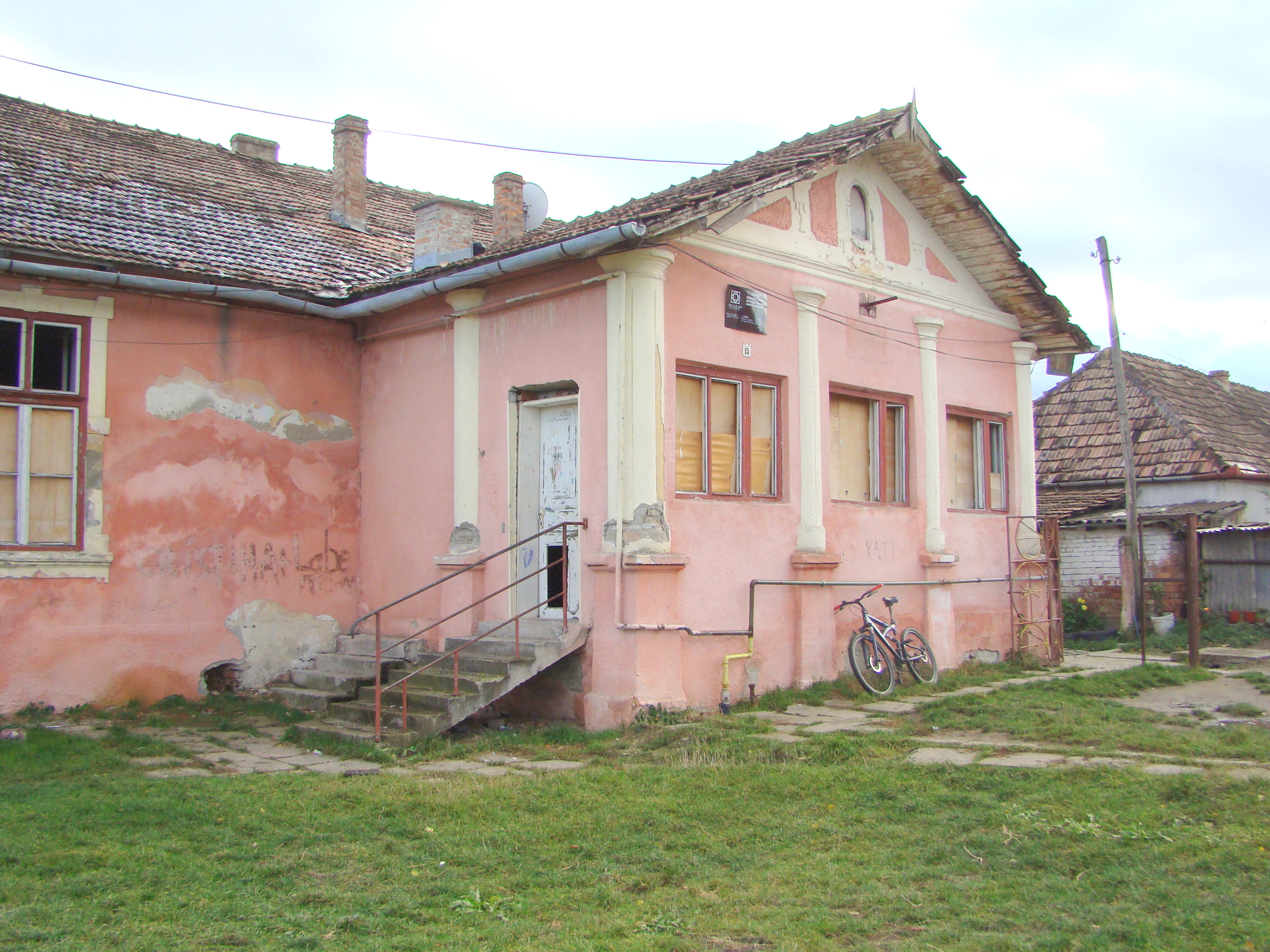
Conacul "Szilvássy" (clădire monument istoric)
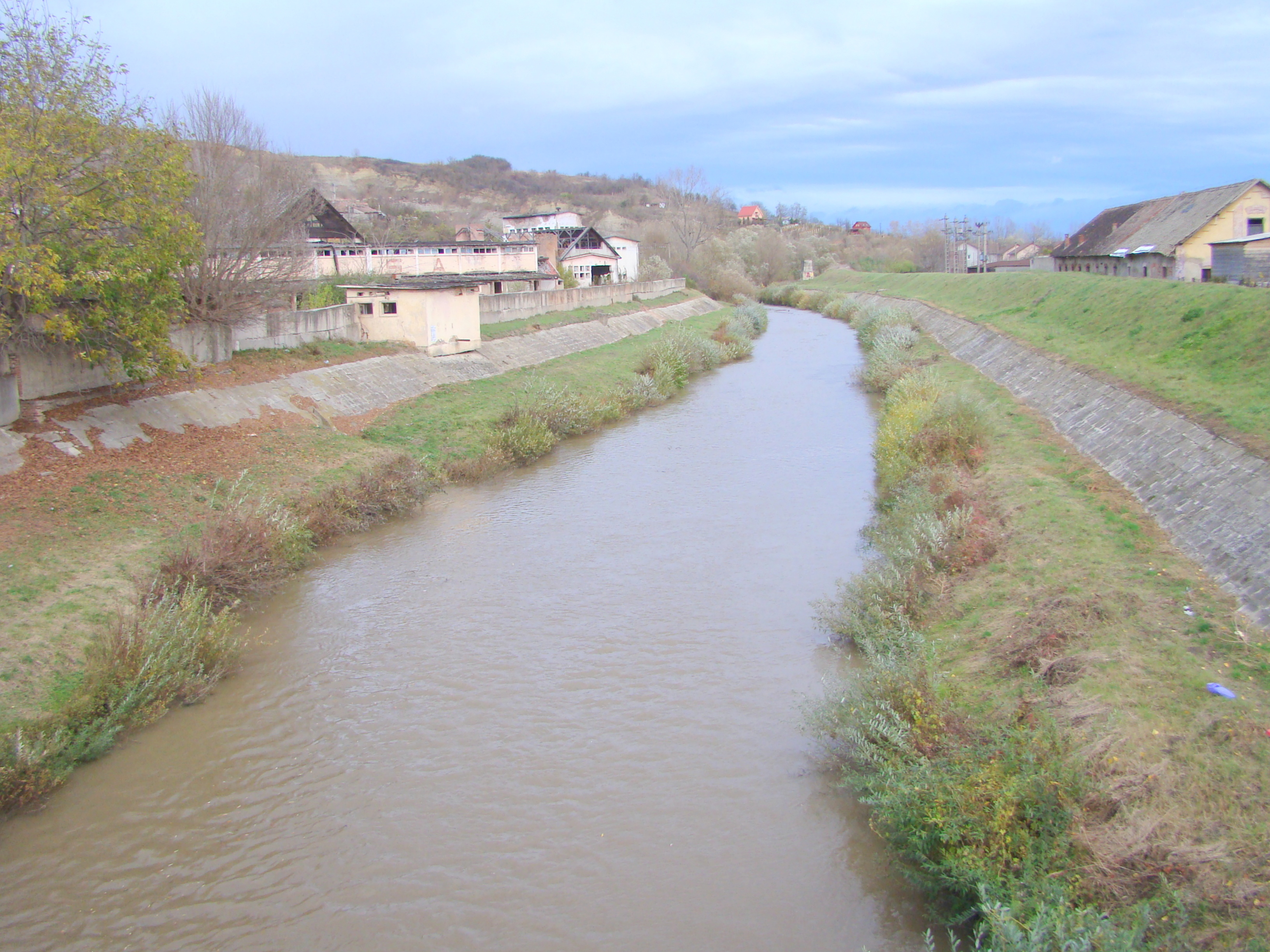
Râul Târnava Mică la Târnăveni
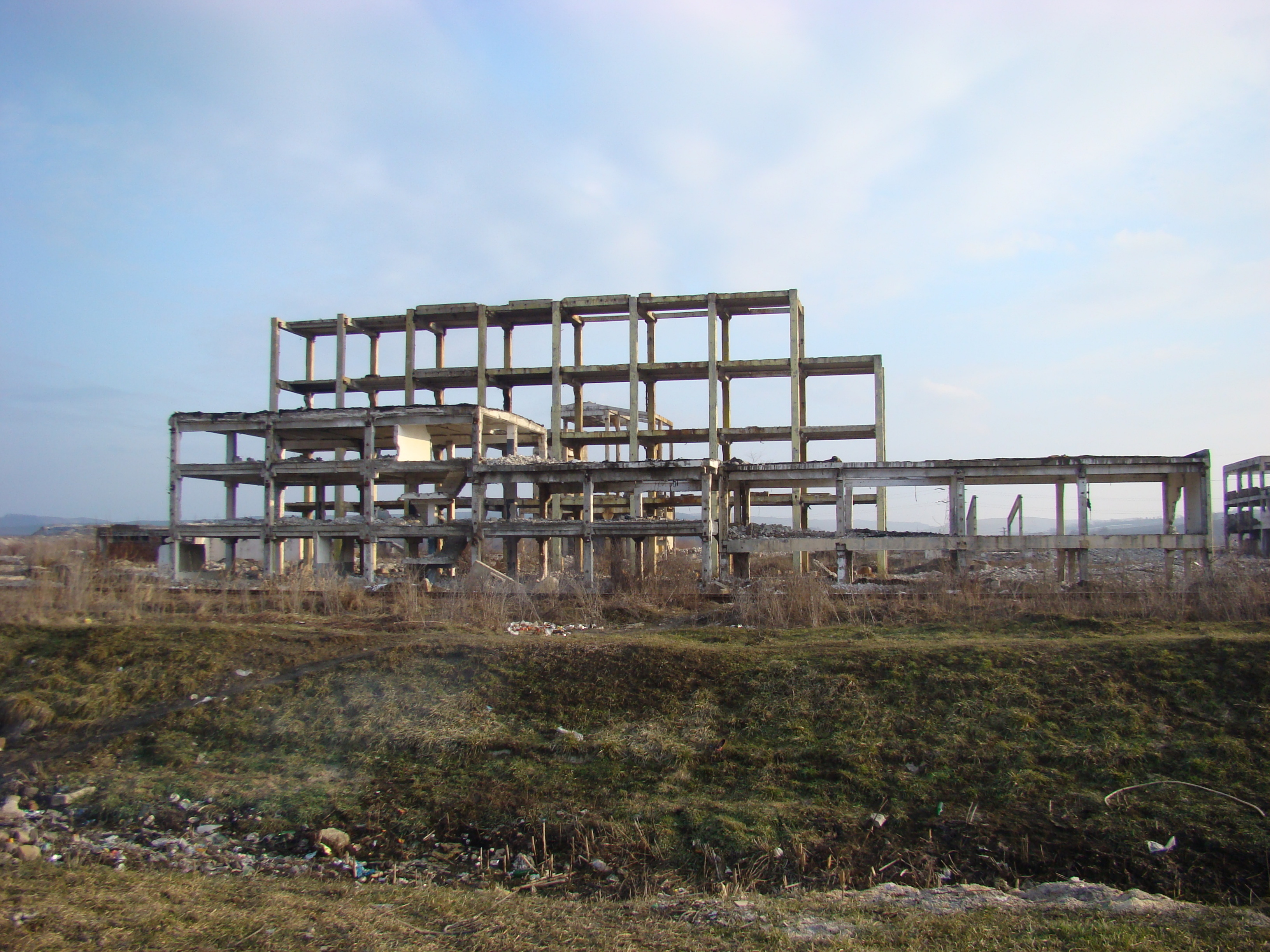
Ruinele fostului Combinat Chimic
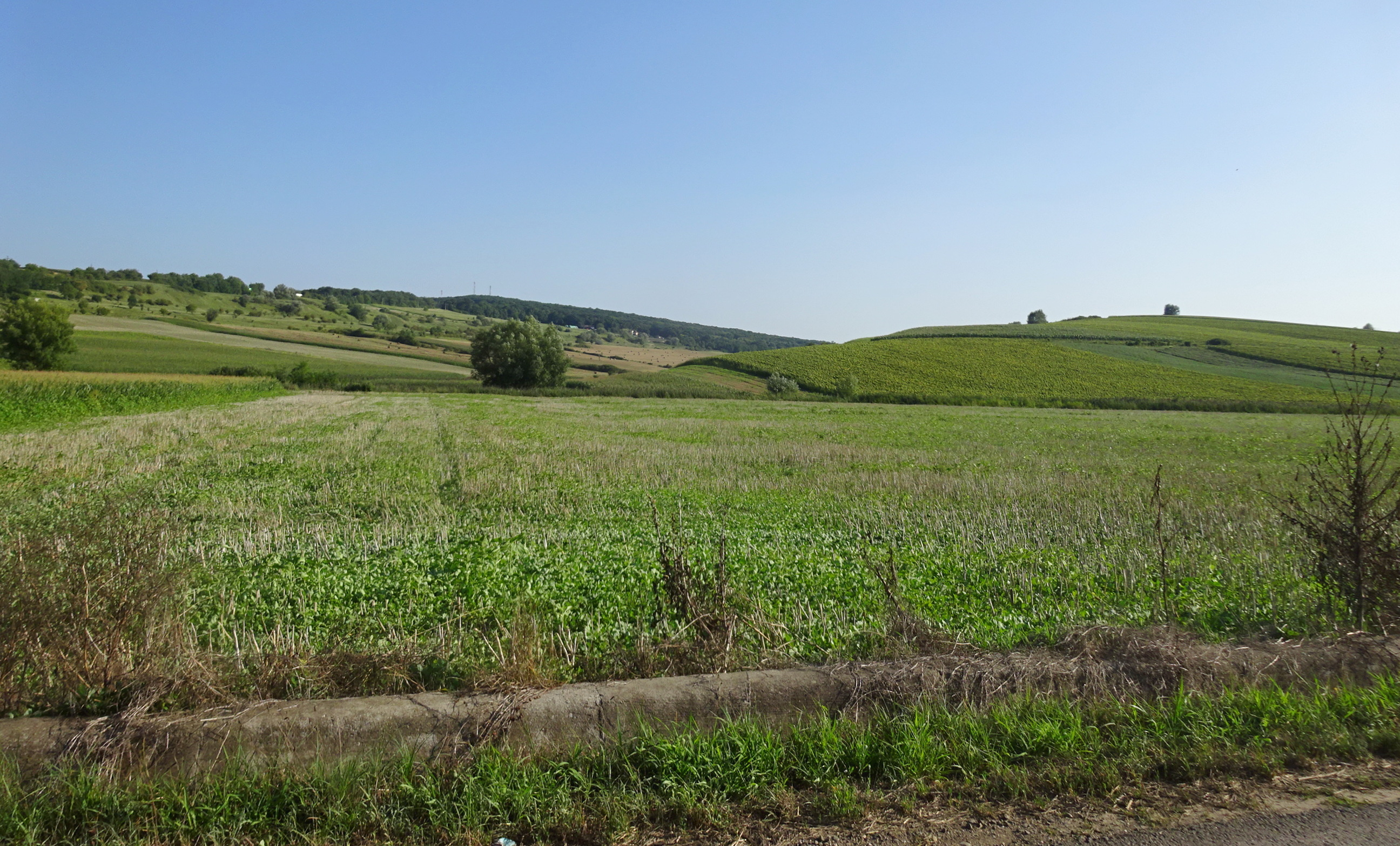
Zona Târnăveni-Bobohalma
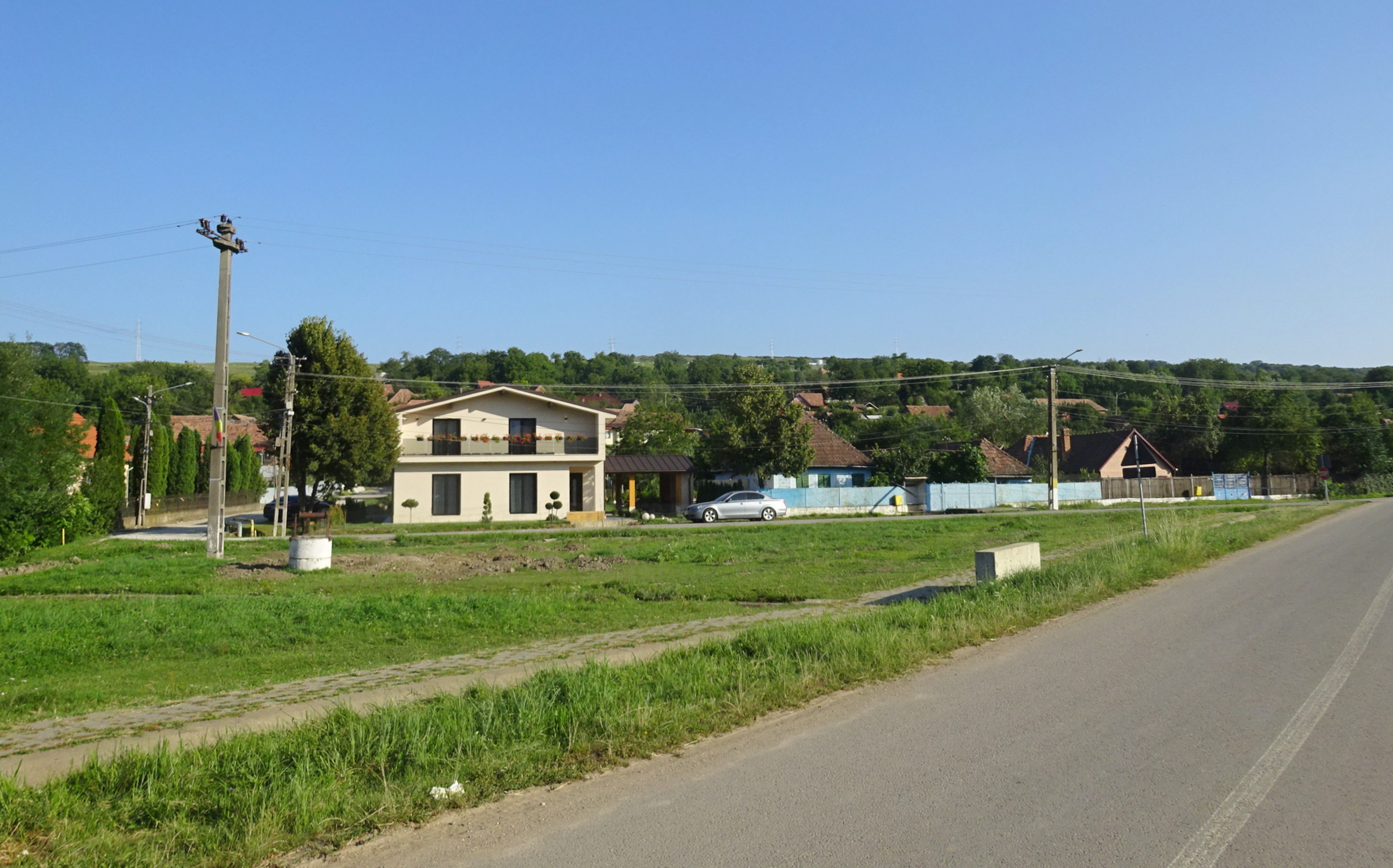
Bobohalma
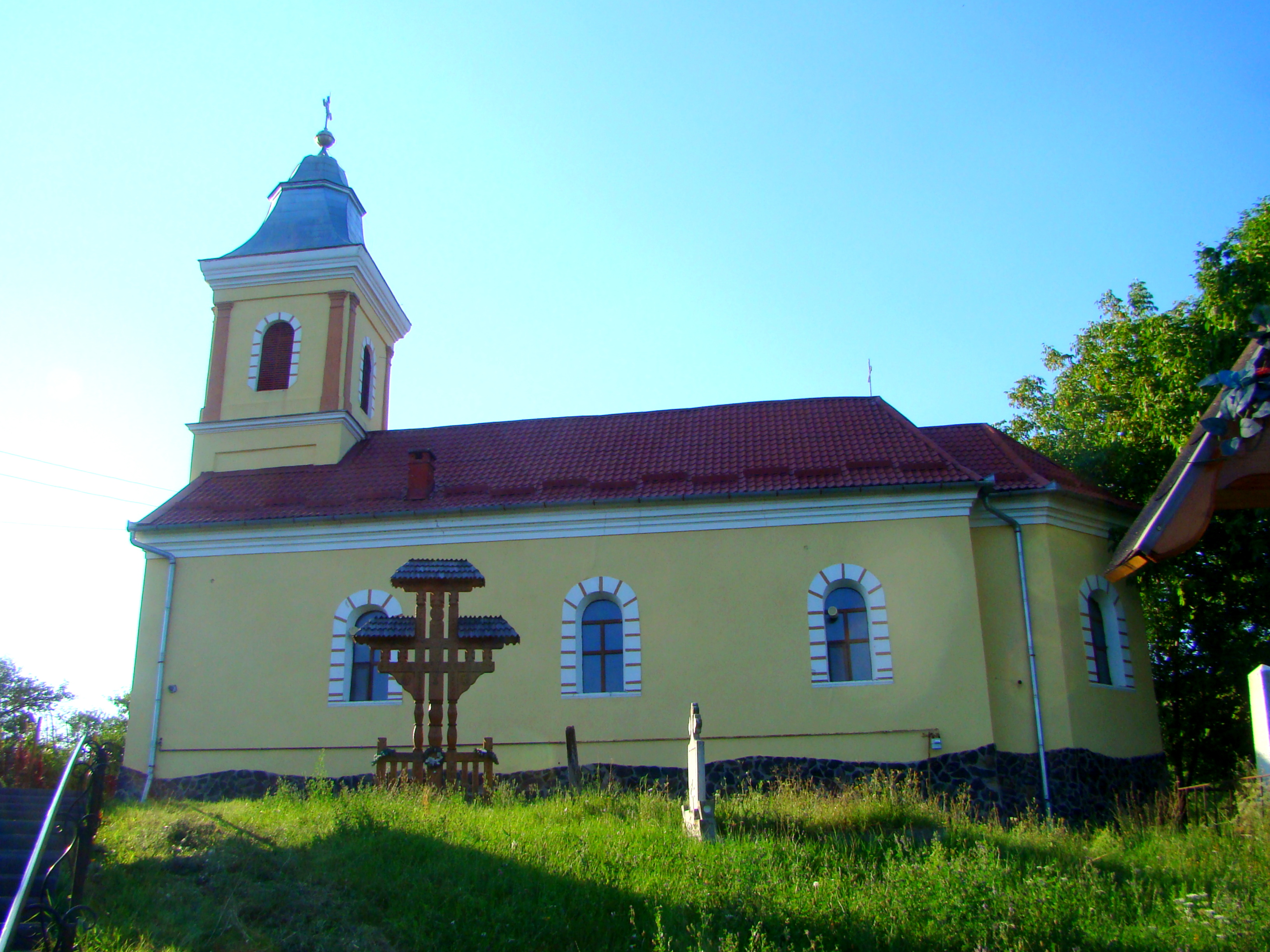
Biserica ortodoxă Sfânta Treime (1894)
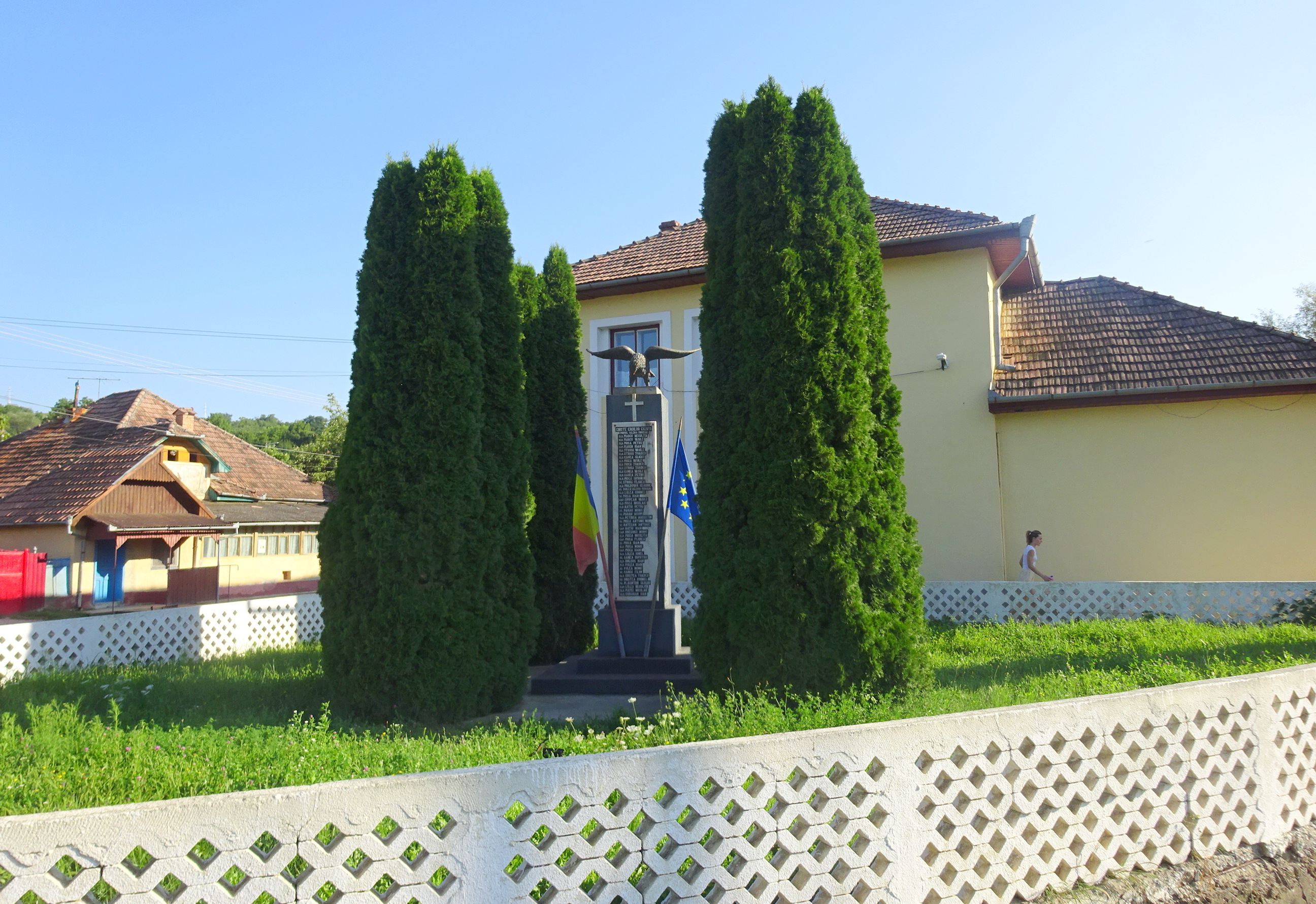
Căminul cultural și Monumentul Eroilor
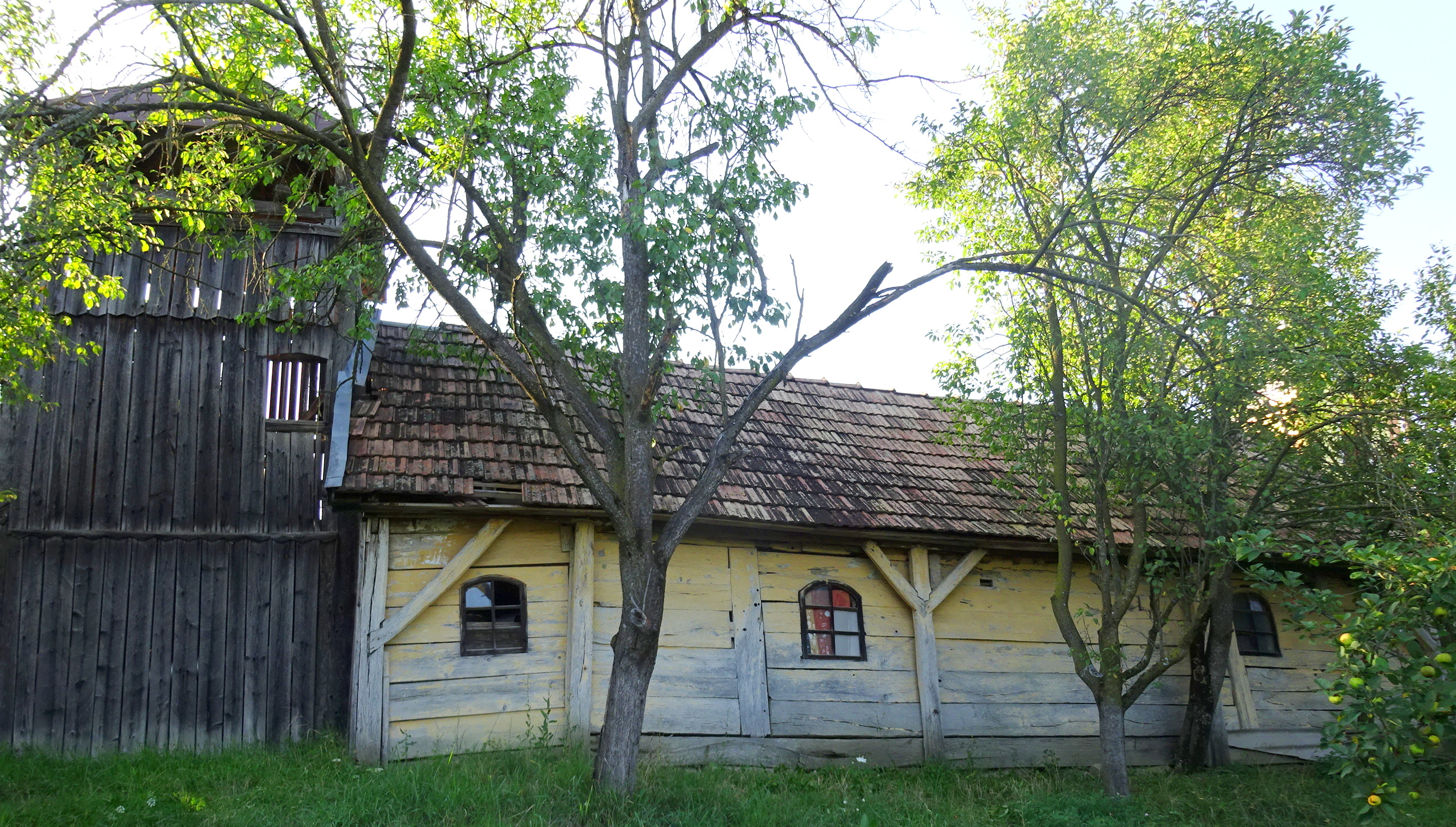
Biserica de lemn din Bobohalma (monument istoric)